# Grünenthal (Gummersbach)
Grünenthal ist ein Ortsteil von Gummersbach im Oberbergischen Kreis im südlichen Nordrhein-Westfalen, Deutschland.

## Geographie
Der Ort liegt rund elf Kilometer nordöstlich des Stadtzentrums an der Landstraße L323. Er erstreckt sich am Ostfuß der Aggerhomert im Aggertal.

## Geschichte
Grünenthal wird erst nach 1800 urkundlich erwähnt und galt bis dahin lediglich als Flurbezeichnung („Im grünen Tal“). Ab 1821 ist hier der Betrieb einer Papiermühle gesichert, die sehr wahrscheinlich aus einem alten, der Burg Koverstein zugehörigen Hammerwerk hervorging.

## Verkehr
Der Ort ist nur mittelbar an den ÖPNV angeschlossen. Man erreicht ihn mit der Buslinie 318 (Gummersbach - (Niedernhagen -) Lieberhausen / Piene / Pernze) über die Haltestelle Koverstein, ab dort etwa 250 m Fußweg.